# Marisa Coulter
Marisa Coulter – fikcyjna postać z trylogii Mroczne materie autorstwa Philipa Pullmana. Matka Lyry, kochanka Lorda Asriela. Postać bardzo dynamiczna, w czasie trwania powieści wielokrotnie zmienia się, raz pomagając, raz piętrząc problemy przed główną bohaterką.

## Wygląd
Marisa Coulter jest uderzająco piękną kobietą o lśniących, krótkich, czarnych włosach, ciemnych oczach, smukłym ciele, lekkim i pełnym gracji. Ma 35 lat jednak wygląda na młodszą niż jest w rzeczywistości. Zawsze jest nieskazitelnie ubrana i elegancka.

## Rola w powieści
Mimo iż pierwotnie wydaje się czarującą osobą, szybko okazuje się, że ma drugą mroczną i złowrogą twarz. Jej dajmonem jest Ozymandias, złotowłosa małpa z tendencją do nienawiści. W samej powieści jego imię nie zostaje ani razu ujawnione, poznać je możemy jedynie z adaptacji radiowej przygotowanej pod opieką Pullmana dla BBC.
Pani Coulter jest głową organizacji kościelnej znanej jako Generalna Rada Oblacyjna (lub "Grobale" pośród dzieci i Cyganów). Pod przewodnictwem pani Coulter, Generalna Rada Oblacyjna porywa dzieci ze świata Lyry, wykorzystując je następnie jako obiekty eksperymentów przeprowadzanych w specjalnych placówkach np. w laboratorium w Bolvangarze. Magistratura uważała, że przez odcinanie dajmonów dzieciom (co jest równoznaczne z odbieraniem duszy) można je uchronić od grzechu. Gdy pani Coulter odwiedza Bolvangar Lyra jest w trakcie procesu intercyzy (odcinania), w Marisie budzi się jednak matczyna miłość, która każe jej uratować Lyrę, udaje jej się to w ostatniej chwili.
Miała ona romans z Lordem Asrielem w czasie, gdy miała już męża, urzędnika państwowego. Z tego właśnie związku urodziła się im córka Lyra Belacqua.
W późniejszym czasie Coulter odkrywa prawdziwe intencje Kościoła co do Lyry - śmierć. Jednak w tamtym czasie już zbyt mocno kocha ona swoje dziecko by po prostu skazać je na zagładę. Z tego powodu porywa ona Lyrę i przetrzymuje ją wbrew jej woli. Jednak wywołało to odwrotny skutek niż zamierzony - Lyra jeszcze bardziej znienawidziła panią Coulter.
Pod koniec Bursztynowej lunety, Coulter i Lord Asriel oddają swoje życie by zabić Metatrona, regenta niebios, i uratować Lyrę by mogła ona wypełnić przepowiednie i uwolnić wszechświat spod ucisku Autorytetu.